# Chatom
La ville de Chatom est le chef-lieu (siège) du comté de Washington, dans l'État  de l'Alabama,  aux États-Unis.
Selon le recensement de 2010, sa population est de 1 288 habitants. La municipalité s'étend sur 10,72 milles carrés (27,76 km2).
La localité est fondée au début du XXe siècle et son bureau de poste ouvre en 1904. Chatom devient le siège du comté de Washington en 1907, grâce à sa position au centre du comté. Elle devient une municipalité en 1949.

## Démographie
| 1950 | 1960 | 1970  | 1980  | 1990  | 2000  | 2010  | - |
| ---- | ---- | ----- | ----- | ----- | ----- | ----- | - |
| 609  | 993  | 1 059 | 1 122 | 1 094 | 1 193 | 1 288 | - |